# Бернхард Густав фон Баден-Дурлах
Бернхард Густав Адолф фон Баден-Дурлах (на немски: Bernhard Gustav Adolf von Baden-Durlach; * 24 декември 1631 , дворец Карлсбург, Дурлах; † 26 декември 1677, дворец Хамелбург, Бавария) от фамилията на маркграфовете на Баден-Дурлах, е генерал-майор на шведската войска, бенедиктинец, абат в манастир Фулда (1671 – 1677), абат в Кемптен (1673 – 1677), 1672 г. кардинал.

## Живот
Той е син на маркграф Фридрих V фон Баден-Дурлах (1594 – 1659) и втората му съпруга Елеонора фон Золмс-Лаубах (1605 – 1633), дъщеря на граф Алберт Ото I фон Золмс-Лаубах (1576 – 1610) и принцеса Анна фон Хесен-Дармщат (1583 – 1631). Негов кръстник е чичо му, шведския крал Густав II Адолф. Полубрат е на Фридрих VI (1617 – 1677), Карл Магнус (1621 – 1658), и на Йохана (1623 – 1661), омъжена през 1640 за шведския фелдмаршал Йохан Банер (1596 – 1641) и от 1648 за граф Хайнрих фон Турн († 1656)
Бернхард Густав, като генерал-майор в шведската войска, участва във войната против Полша. След пътувания през Франция и дълъг престой в Рим той става католик на 24 август 1660 г. в Долен Елзас.
През 1663 г. той е на венецианска служба в Турската война. През 1665 г. оставя оръжията, влиза в бенетиктинския манастир Райнау и е помазан. През 1666 г. става коадютор на княз-епископа на Фулда и през 1668 г. също на княжеския абат на Кемптен.
На 19 март 1668 г. Бернхард Густав е помазан за свещеник. През 1671 г. става абат на манастир Фулда и коадютор в Зигбург. Папа Климент X го издига на 24 август 1671 г. на кардинал и му дава църквата Санта Сузана в Рим. От 1672 г. той е също абат на имперския манастир Зигбург, а от 1673 е и княжески абат на Кемптен. Той участва в „конклава от 1676 г.“, когато е избран папа Инокентий XI.
Бернхард Густав умира на 26 декември 1677 г. в Хамелбург на 46 години и е погребан там.